# Jeuss
Jeuss is een voormalige gemeente en plaats in het Zwitserse kanton Fribourg en maakt deel uit van het district See/Lac.
Jeuss telt 415 inwoners.
In 2016 ging de gemeente samen met Courlevon, Lurtigen en Salvenach op in Murten.